# Maher Arar
Maher Arar (* 15. September 1970 in Syrien) ist ein kanadischer Staatsbürger syrischer Abstammung, der wegen unbelegter Terrorismus-Vorwürfe von den USA unter rechtlich problematischen Umständen nach Syrien abgeschoben und dort nach eigenen Angaben gefoltert wurde. Nach seiner Freilassung gelang es, seine Unschuld zu beweisen.
Es war nach Einschätzung der offiziellen kanadischen Untersuchungskommission ein Fall von extraordinary rendition, zu deutsch: „außerordentliche Auslieferung“, ein Euphemismus für die Entführung und Überstellung von Terrorverdächtigen an Drittstaaten, zum Teil mit dem Ziel, dass dort durch Folter wichtige Informationen in Erfahrung gebracht werden.

## Biographie
Im Alter von 17 Jahren übersiedelte Arar mit seinen Eltern nach Kanada und erhielt dort 1991 die kanadische Staatsbürgerschaft. Er studierte an der McGill-Universität in Montreal Ingenieurwissenschaften und schloss mit einem Bachelor in Informatik ab. An der Universität von Québec erlangte er den Master-Abschluss. Bereits an der McGill-Universität lernte er seine aus Tunesien stammende spätere Frau Monia Mazigh kennen, die er 1994 heiratete.
Im Februar 1997 wurde ihre Tochter Baraa geboren, und im Dezember desselben Jahres zog die Familie von Montreal nach Ottawa. Im Februar 2002 wurde ihr Sohn Houd geboren.

## Terror-Vorwürfe
Im Juli 2002 reiste Maher Arar mit seiner Familie für einen längeren Urlaub nach Tunesien. Sein damaliger Arbeitgeber MathWorks kontaktierte ihn per E-Mail und teilte ihm mit, er würde in Kanada gebraucht und könne eine Beratertätigkeit aufnehmen. Arar wollte dieses Angebot annehmen und plante die Rückreise nach Ottawa über Zürich und New York. Am 25. September 2002 flog er von Tunesien nach Zürich und am nächsten Tag von dort weiter in Richtung New York.
Dort wurde er am New Yorker Flughafen JFK von FBI-Mitarbeitern verhaftet. Als kanadischer Bürger braucht er zwar kein Visum für einen Aufenthalt in den USA, aber ihm wurde trotzdem vorgeworfen, „uneingeladen“ in die USA eingereist zu sein.
Zwölf Tage wurde Arar anschließend in New York festgehalten und verhört. Die Amerikaner verdächtigten ihn, der Al-Qaida von Osama bin Laden anzugehören. Beweise dafür fehlten. Während seiner Haft verlangte Arar wiederholt, dass man ihn entweder nach Kanada bringe oder zurück in die Schweiz, da im Normalfall, wenn ein Staat einer Person die Einreise verweigert, diese nach internationalem Recht dorthin zurückgeschickt wird, von wo sie angereist ist.
Weil Maher Arar im Besitz einer doppelten Staatsangehörigkeit war, wurde er in sein Geburtsland Syrien abgeschoben.
Im März 2002 erschien ein offizieller Bericht des US-Außenministeriums, wonach „glaubhafte Hinweise“ vorlagen, dass die syrischen Sicherheitskräfte Gefangene foltern.
Artikel 3 der UN-Konvention gegen Folter, die auch von den USA unterzeichnet wurde, verbietet, dass Menschen in Länder abgeschoben werden, in denen ihnen die Folter droht. Trotzdem genehmigte der damalige stellvertretende Justizminister Larry Thompson die Abschiebung. Am 8. Oktober 2002 wurde Maher Arar nach Washington geflogen und von dort aus via Rom ins jordanische Amman.
Am 9. Oktober 2002 wurde Maher Arar nach Syrien geflogen und hier in das Far-Filastin-Gefängnis gebracht. Er wurde dort in einer Zelle festgehalten, die 90 Zentimeter breit, 1,80 Meter lang und 2 Meter hoch war. In dieser Zelle blieb er über zehn Monate, bis zum 19. August 2003.
Er gab später an, im Rahmen von Verhören gefoltert worden zu sein. Maher Arar berichtete, man habe ihn aufgefordert, seine rechte Hand zu öffnen. Dann soll mit einem Kabel mehrfach auf seine Handfläche eingeschlagen worden sein. Er gab an, dass er während seiner Haftzeit wiederholt mit Kabeln auf Arme, Handflächen und Fußsohlen geschlagen worden sei: «Sie schlugen mich mit einem schwarzen Elektro-Kabel, verpassten mir Elektro-Schocks und schlugen mich mit den bloßen Fäusten. Wenn ich nicht selber gefoltert wurde, musste ich mir die Schreie von anderen gefolterten Mitgefangenen anhören».
Maher Arars Frau setzte sich für die Freilassung ihres Mannes ein. Die Inhaftierung dauerte insgesamt zehn Monate und zehn Tage.
Am 5. Oktober 2003 wurde Maher Arar nach Kanada ausgeflogen.
Der Fall Arar löste in Kanada ein großes Medienecho und eine öffentliche Untersuchung aus. Das Ergebnis dieser Untersuchung war, dass Maher Arar unschuldig war. Er reichte eine Klage gegen den ehemaligen Justizminister John Ashcroft und andere US-Beamte ein, die auch in der Berufung und von dem Obersten Gerichtshof zurückgewiesen wurde.
Als Begründung wurde die Verletzung von Staatsgeheimnissen genannt.